# Deutscher Rugby-Verband
Deutscher Rugby-Verband – ogólnokrajowy związek sportowy, działający na terenie Niemiec, posiadający osobowość prawną, będący jedynym prawnym reprezentantem niemieckiego rugby 15-osobowego i 7-osobowego, zarówno wśród mężczyzn, jak i kobiet we wszystkich kategoriach wiekowych w kraju i za granicą, członek Rugby Europe oraz World Rugby.
Odpowiedzialny jest za prowadzenie niemieckich drużyn narodowych, a także za szkolenie zawodników oraz organizowanie krajowych rozgrywek ligowych i pucharowych, rozgrywki na niższym szczeblu leżą natomiast w gestii regionalnych związków.

## Historia
Związek powstał 4 listopada 1900 roku w Kassel, lecz dopiero w kwietniu 1927 roku reprezentacja mężczyzn zadebiutowała meczem z Francją. W 1934 został członkiem założycielem FIRA. Jego odrodzenie po II wojnie światowej nastąpiło 14 maja 1950 roku, a członkiem IRB został w 1988 roku. Po rozwiązaniu w listopadzie 1990 roku wschodnioniemieckiego związku stał się on częścią DRV 8 grudnia tego roku. Jest uznawany przez Deutscher Olympischer Sportbund.
W 1909 roku zorganizował pierwsze mistrzostwa kraju mężczyzn, które przekształciły się w Bundesligę w roku 1971. Kobiety rywalizują od 1988 roku, zaś mistrzostwa kraju w rugby 7 odbywają się odpowiednio od 1996 i 2000 roku.
W 2013 roku zrzeszał 122 kluby liczące blisko 14 000 członków.

## Członkowie
| Związek rugby                     | Terytorium                  | Strona DRV | Strona www |
| --------------------------------- | --------------------------- | ---------- | ---------- |
| Rugby-Verband Baden-Württemberg   | Badenia-Wirtembergia        |            |            |
| Rugby-Verband Bayern              | Bawaria                     |            |            |
| Berliner Rugby-Verband            | Berlin                      |            |            |
| Rugby-Verband Brandenburg         | Brandenburgia               |            |            |
| Rugby-Verband Bremen              | Brema                       |            |            |
| Niedersächsischer Rugby-Verband   | Dolna Saksonia              |            |            |
| Hamburger Rugby-Verband           | Hamburg                     |            |            |
| Hessischer Rugby-Verband          | Hesja                       |            |            |
| Rugby-Verband Rheinland-Pfalz     | Nadrenia-Palatynat          |            |            |
| Rugby-Verband Nordrhein-Westfalen | Nadrenia Północna-Westfalia |            |            |
| Rugby-Verband Sachsen             | Saksonia                    |            |            |
| Rugby-Verband Schleswig-Holstein  | Szlezwik-Holsztyn           |            |            |
| Rugby-Verband Thüringen           | Turyngia                    |            |            |

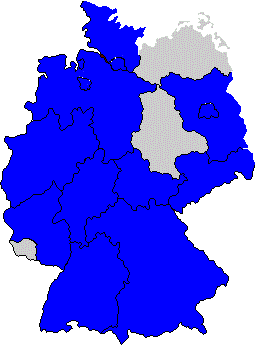
Trzynaście regionalnych związków rugby

Dodatkowo jego członkami są Deutsche Rugby-Jugend (1967), Schiedsrichtervereinigung (1996) i Deutschen Rugby-Frauen (2003).